# ریکاردو مونیوس سوآی
ریکاردو مونیوس سوآی (اسپانیایی: Ricardo Muñoz Suay‎؛ ۲۸ اوت ۱۹۱۷ – ۲ اوت ۱۹۹۷) کارگردان فیلم، تهیه‌کننده فیلم، فیلم‌نامه‌نویس اهل اسپانیا و عضو حزب کمونیست اسپانیا بود. جایزه مونیوس سوآی در سال ۱۹۹۷ توسط آکادمی سینمای اسپانیا برای اهدای جوایز به آثار تاریخ‌نگاری متمرکز بر سینمای اسپانیا تأسیس شد.
از فیلم‌ها یا مجموعه‌های تلویزیونی که وی در آن‌ها نقش داشته‌است می‌توان به گاوبازی، «لحظهٔ حقیقت» و «شب جادوگران» اشاره نمود.